# Xylocopa oblonga
Xylocopa oblonga är en biart som beskrevs av Smith 1874. Xylocopa oblonga ingår i släktet snickarbin, och familjen långtungebin. Inga underarter finns listade i Catalogue of Life.